# Legături de sânge (Star Trek: Generația următoare)
„Legături de sânge” (titlu original: „Bloodlines”) este al 22-lea episod din al șaptelea sezon (și ultimul) al serialului TV american științifico-fantastic Star Trek: Generația următoare și al 174-lea episod în total. A avut premiera la 2 mai 1994.
Episodul a fost regizat de Les Landau după un scenariu de Nick Sagan. Invitat special este Lee Arenberg în rolul lui DaiMon Bok. 

## Prezentare
DaiMon Bok se întoarce pentru a se răzbuna pe Jean-Luc Picard încercând să-i ucidă fiul pe care acesta nu știuse niciodată că-l avea. 

## Actori ocazionali
- Lee Arenberg - DaiMon Bok
- Ken Olandt - Jason Vigo
- Peter Slutsker - Birta
- Amy Pietz - Sandra Rhodes
- Michelan Sisti - Tol